# Petar Dalam
Petar Dalam is een bestuurslaag in het regentschap Muara Enim van de provincie Zuid-Sumatra, Indonesië. Petar Dalam telt 1393 inwoners (volkstelling 2010).